# WWF Wrestlemania: The Arcade Game
WWF Wrestlemania: The Arcade Game (Japans: レッスルマニア・ジ・アーケードゲーム) is een computerspel voor het platform Sega 32X. Het spel werd uitgebracht in 1995.

## Platforms
| Jaar | Platform                                                  |
| ---- | --------------------------------------------------------- |
| 1995 | Arcade, DOS, PlayStation, Sega 32X, SNES, Sega Mega Drive |
| 1996 | Sega Saturn                                               |